# Les Sous-doués
Série
Les Sous-doués en vacances
(1982)
Pour plus de détails, voir Fiche technique et Distribution.
Les Sous-doués est un film comique français réalisé par Claude Zidi, sorti en 1980.
Les élèves d'un cours privé multiplient les facéties et tentent de décrocher leur baccalauréat sans se fatiguer. La directrice décide d'appliquer des méthodes plus répressives afin que ses élèves obtiennent leur bac à tout prix. Ces derniers font également des farces aux enseignants, en représailles. Une farce de trop crée un concours de circonstances en faisant exploser l'école. Se retrouvant devant la justice, les élèves, pour éviter la prison, doivent obtenir le bac, quitte à tricher.

## Synopsis

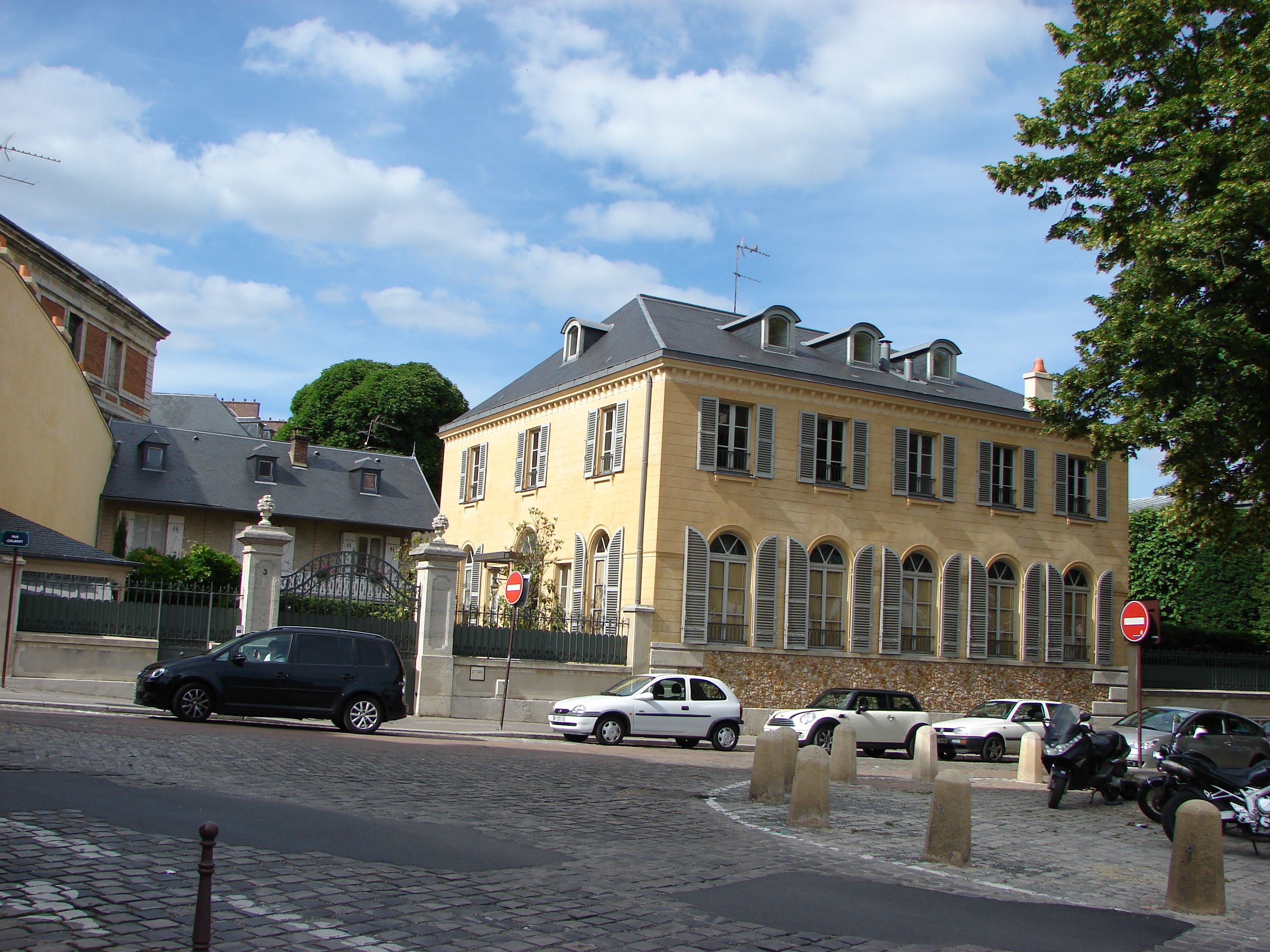
Bâtiment du 3 rue Colbert à Versailles qui a fait office du Cours Louis XIV.

Les élèves du cours privé Louis XIV sont réputés pour constamment se faire recaler à l'épreuve du baccalauréat. Au dernier résultat du bac, le cours Louis XIV est dernier au classement, avec 100 % de recalés. En effet, ses lycéens obtiennent volontairement des résultats affligeants pour continuer à s'amuser. Lucie Jumaucourt, la directrice, en a assez et change de pédagogie, pour une méthode répressive pour la rentrée. Elle engage l'imposant M. Bruce, nouvel enseignant sportif, pour l'appliquer aux élèves.
Parmi la bande d'élèves présents à la nouvelle rentrée se trouvent Bébel, qui passe pour la quatrième fois le bac et qui multiplie les facéties, Julien, son ami aux cheveux longs, Jeanne et Caroline, les deux filles de la bande, Gaëtan, jeune homme un peu enrobé, Graffiti, qui lui fauche souvent sa mobylette pour la lui revendre plus tard sous une autre couleur, MC2, le fils à papa qui possède les derniers gadgets et Togo, fils d'un diplomate africain. Ceux-ci découvrent rapidement les nouvelles méthodes ce jour-là.
Bien qu'elle semble réussir à recadrer les lycéens, la directrice s'aperçoit qu'elle et son équipe pédagogique composée de son mari, de sa fille et de l'imposant M. Bruce sont tour à tour victimes de nouvelles farces des élèves en guise de vengeance : Bébel branche le courant sur la porte des toilettes pour électrocuter la directrice qui lui interdit d'y fumer, sa fille Catherine est victime d'une mise en scène des élèves trompant sa mère qui la punit, tandis que M. Bruce est assommé par une planche de bois placée en haut d'une porte par les élèves qui supportent difficilement ses punitions. 
Entre-temps, un nouvel élève très âgé, Gaston Pourquier, rejoint la classe en cours d'année.  Bébel passe une partie de son temps à draguer Caroline, la copine de Julien. Cette dernière, excédée, lui envoie successivement son amie Ruth et la nymphomane Jeanne. Cette dernière, après avoir eu des relations avec de nombreux camarades du lycée, se retrouve enceinte.
Excédée par le manque de résultat des élèves, la directrice prend de nouvelles mesures. Elle leur cache ces mauvais résultats  en organisant une journée de sortie à la campagne. Le lendemain, elle présente aux élèves une machine à apprendre installée dans l'école pendant la sortie, fait apprendre de force aux élèves en les martyrisant. Bébel, pour abréger cette brutalité, déclare à la police une alerte à la bombe, et l'école est évacuée. Face à la brièveté du résultat, les élèves fabriquent une bombe artisanale avec des pétards placés dans une couscoussière. L'échange malencontreux de l'engin de potaches et une authentique bombe de terroristes, les deux cachés dans des couscoussières, entraîne l'explosion du cours privé. Devant la juge, les cancres sont mis face à dilemme à quinze jours du bac : la réussite ou la prison. Le commissaire, à qui la bande faisait des farces en l'appelant anonymement au téléphone pour de fausses alertes à la bombe, est chargé de les surveiller. 
Les pères des élèves, qui ne veulent pas voir leurs enfants en prison, s'avèrent forts imaginatifs pour aider leurs enfants à tricher. Le jour de l'épreuve, tous jouent avec les nerfs du commissaire chargé de la surveillance de l'examen. Jeanne accouche durant l'épreuve écrite. Puis les élèves passent l'oral, en trichant. Tous obtiennent leur bac. Le vieux Gaston Pourquier, en meurt de joie ; le commissaire crie à la tricherie au juge.
Dix années plus tard, ils ont tous réussi dans la vie : Bébel dirige une revue de cinéma après avoir échoué comme acteur ; Julien est devenu un très BCBG médecin spécialisé, marié à Caroline avec qui il a eu huit enfants ; Jeanne dirige un club de rencontres ; Gaëtan est inspecteur à la répression des fraudes ; Graffiti patron d'un garage où il trafique des voitures de luxe et Togo président de son pays natal. Bébel retrouve le commissaire, désormais à la circulation, et l'invite au dixième anniversaire de la fille de Jeanne, qui coïncide avec les dix années de leur bac.

## Fiche technique
- Titre original : Les Sous-doués
- Titre québécois : Les Sous-doués passent le bac[1]
- Réalisation : Claude Zidi
- Scénario : Michel Fabre, avec les dialogues de Didier Kaminka et Claude Zidi
- Photographie : Paul Bonis
- Montage : Nicole Saunier
- Musique : Bob Brault
- Décors : Jacques Voizot
- Costumes : n/a
- Son : Dominique Hennequin, Jean-Louis Ughetto
- Producteurs: Claude Zidi, Pierre Gauchet[2]
- Sociétés de production[3] : Films 7
- Sociétés de distribution : AMLF
- Budget : entre 3 et 4 millions de francs[4]
- Pays d'origine :  France
- Langues originales : français, anglais
- Format[5] : couleur (Fujicolor) - 35 mm - 1,66:1 (VistaVision) - son Mono
- Genre : comédie
- Durée : 92 minutes
- Dates de tournage : du 17 septembre au 31 octobre 1979
- Dates de sortie[1] :
  - France : 30 avril 1980
- Classification[6] :
  - France : tous publics[7]
  - Belgique : tous publics (Alle Leeftijden)[8]
- Affiche : René Ferracci (France)

## Distribution

### Élèves
- Daniel Auteuil : Baptiste « Bébel » Lavalle
- Philippe Taccini : Julien Sanquin, le meilleur copain de Bébel et compagnon de Caroline
- Françoise Michaud : Caroline Janin, la compagne de Julien
- Gaëtan Bloom : Gaëtan, le copain de Graffiti, qui se fait tout le temps voler sa mobylette
- Patrick Laurent : Graffiti, le copain de Gaëtan, qui lui revend tout le temps sa mobylette
- Katherine Erhardy : Jeanne Dutrete, celle qui est enceinte
- Gilles Roussel : MC2, le premier flirt de Jeanne
- Hélène Zidi (sous le nom de Hélène Dublin) : Sarah
- Honoré N'Zué : Togo
- Mathieu Schiffman : Écolo, le roux avec les cheveux longs et bouclés
- Patrick Zard : Zard, le grand dadais (non crédité)
- Raymond Bussières : Gaston Pourquier, le vieil homme qui arrive en cours d'année
- Magali Renoir : Patricia, la fille avec le chien
- Pétronille Moss : Ruth, copine de Caroline

### Professeurs
- Maria Pacôme : Lucie Jumaucourt, directrice du cours Louis XIV, professeur de philosophie
- Hubert Deschamps : Léon Jumaucourt, professeur des matières scientifiques et d'anglais
- Tonie Marshall : Catherine Jumaucourt, professeur d'Histoire-Géographie
- Dominique Hulin : Bruce Kateka, professeur de gym

### Parents d'élèves
- Georges Anderson : le père de Togo, diplomate
- Féodor Atkine : le père de MC2, ingénieur électronique
- Jean Cherlian : le père de Gaëtan, menuisier
- Étienne Draber : le père de Julien, docteur en médecine
- Philippe Vallauris : le père de Jeanne

### Autres
- Michel Galabru : le commissaire de police Grasset
- Richard Bohringer : le pion lors des épreuves
- Marie-Thérèse Orain : Marthe, la restauratrice
- Henri Attal : Mohammed, le terroriste
- Mohamed Zinet : Mustapha, le serveur
- Odile Poisson : la juge

## Accueil

### Box-office
| Pays              | Box-office        | Nbre de sem. | Classement TLT | Source                 |
| Box-office Paris  | 624 172 entrées   | 13 sem.      | -              |                        |
| Box-office France | 3 985 214 entrées |              | -              | Box-office France 1980 |

## À noter
- Le titre de travail du film était La Boîte à bac : à la suite d'une boutade de Claude Berri, Claude Zidi adopta finalement le titre Les Sous-doués, alors que le dessinateur Siné avait déjà réalisé une affiche pour le film portant le titre La Boîte à bac[réf. nécessaire] ;
- Petit détail incohérent dans le film : lorsque Togo demande à Bébel où se trouvent les toilettes, ce dernier lui indique la première porte à gauche en haut de l'escalier (qui s'ouvre sur le bureau de la directrice). Cette porte se situe quasiment au bord du mur alors qu'à l'intérieur, au moment où Togo urine, l'espace entre la porte et le mur de gauche semble plus élargi ;
- Léon Jumaucourt dans son cours de chimie écrit au tableau « Cl2HC-CHCl2 » et commente « Cl2HC moins CHCl2 donne trichloréthylène et HCl ». Mais il n'est fait aucune remarque sur l'extrême toxicité du produit. Le signe moins est le symbole d'une liaison chimique du tétrachloroéthane, et non celui d'une réaction chimique comme semble le supposer le professeur. Le signe moins n'est jamais employé dans une réaction chimique ; il donnerait un résultat nul dans cette hypothèse, puisque Cl2HC et CHCl2 désignent la même substance ;
- Lorsque Bruce (le prof de gym) accourt une nouvelle fois à la salle et se cogne à la planche fixée sur le bord supérieur de la porte, l'acteur Dominique Hulin ralentit son pas au tout dernier moment (vraisemblablement pour éviter le risque de blessure à la tête). De même, on peut apercevoir que la planche est déjà précassée au centre ;
- L'acteur Féodor Atkine, qui joue le rôle du père de MC2 (un homme censé avoir dans les 40-45 ans), était en réalité âgé de 31 ans. Cependant ses quelques cheveux gris et son début de calvitie lui ont permis de donner l'illusion d'un homme de dix années de plus ; de même, Daniel Auteuil, qui avait 29 ans au moment du tournage, était donc plus âgé que Tonie Marshall (28 ans) et Dominique Hulin (27 ans).
- Mathieu Schiffman porte des baskets Américana d'Adidas. Elles connaissent un grand succès dans la première moitié des années 1980 ;
- La machine à apprendre n'est pas fiable : elle prétend que l'ONU a été fondée en 1942, alors que c'est en 1945 ;
- Lorsque Gaëtan passe son oral, l'examinatrice lui demande la population du Brésil en 1978, son antisèche lui indique la date de 1976 (109 millions);
- Le film se termine par une scène se passant dix ans après l'obtention du bac. Lorsque la fille de Jeanne souffle ses dix bougies, l'ex-commissaire, rétrogradé à la circulation, souffle lui-même la dernière bougie et le gâteau lui gicle à la figure. Claude Zidi avait déjà utilisé ce gag avec Jean-Paul Belmondo, Raquel Welch et Aldo Maccione dans L'Animal en 1977 ;
- Après la sortie des Sous-doués en vacances en 1982, le film a été rebaptisé Les Sous-doués passent le bac.
- Plusieurs acteurs tourneront quelques mois plus tard dans un autre film de Claude Zidi, Inspecteur la Bavure :
  - Feodor Atkine y joue Merlino, le photographe ;
  - Dominique Hulin joue Presse-purée, le flic costaud ;
  - Hubert Deschamps joue Marcel Watrin, le coéquipier de Michel Clément ;
  - Gaëtan Bloom joue un clochard à qui Michel Clément donne ses vêtements ;
  - Richard Bohringer joue le flic de l'anthropométrie ;
  - Patrick Laurent et Patrick Zard jouent Loulou et Luis, des amis de Michel Clément ;
  - Hélène Dublin joue Sarah dans les deux films.
- Le lycée apparaissant dans les toutes premières minutes du film (communication des résultats) est l'actuel collège Diderot d'Aubervilliers.

## Diffusion à la télévision française
Dans son enquête de septembre 2014 concernant les meilleures audiences des films en prime time depuis 1989 lors de leur diffusion à la télévision française, Médiamétrie indique que Les Sous-doués a été vu par 13,46 millions de téléspectateurs le 10 avril 1990, arrivant en 13e position des meilleures audiences.